# Battaglia del Tordino
La battaglia del Tordino (nota anche come battaglia di San Flaviano) si svolse il 22 luglio 1460 nei pressi del fiume Tordino, a San Flaviano l'odierna Giulianova, nel Regno di Napoli, sui possedimenti di Giosia Acquaviva (Conte di San Flaviano e Duca d'Atri), a capo della Congiura dei baroni contro gli Aragonesi.

## Storia

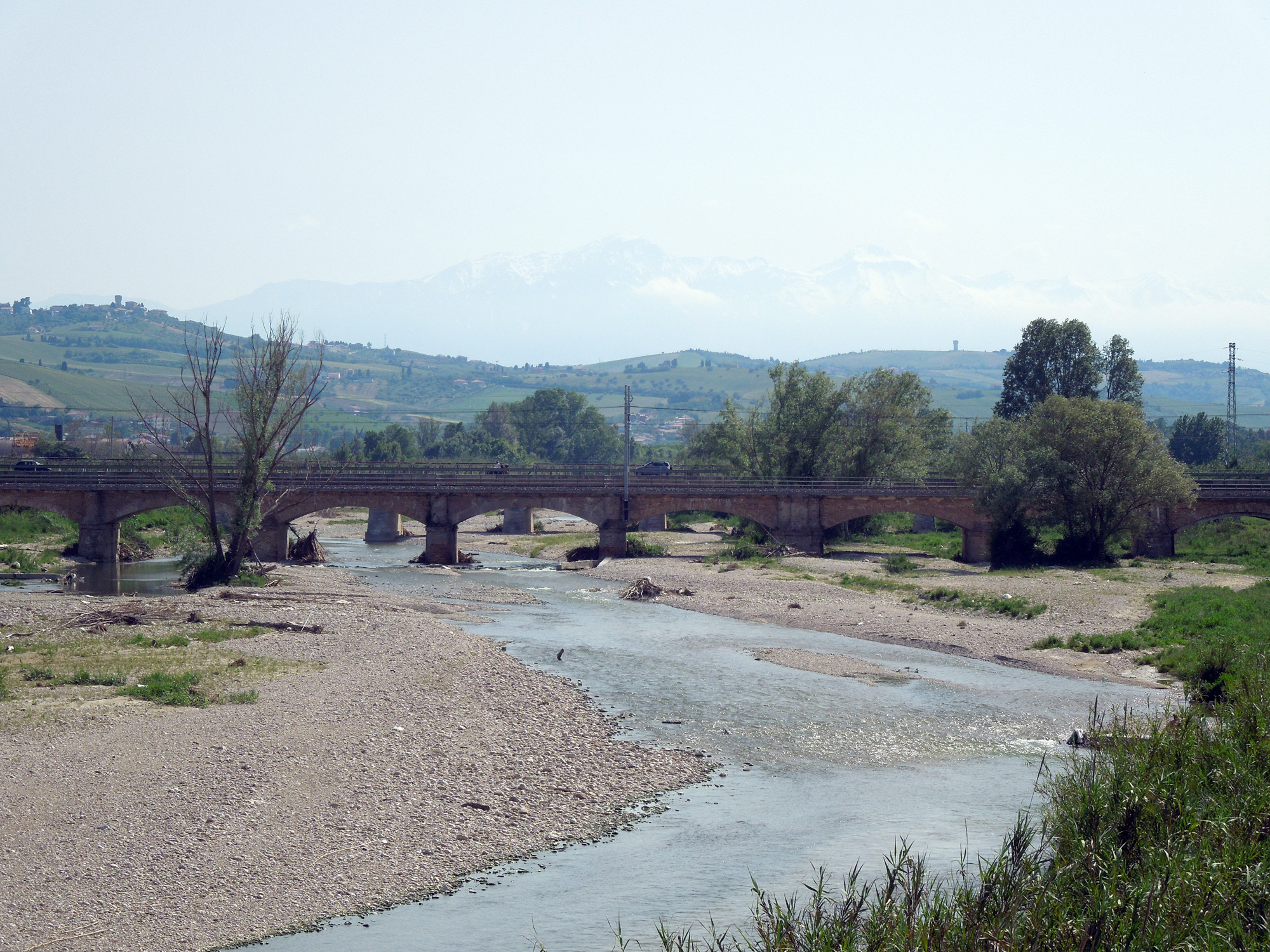
Il fiume Tordino, teatro della battaglia, situato nei pressi di Giulianova

A scatenare la battaglia fu la guerra che Ferrante d'Aragona ingaggiò contro i baroni abruzzesi, capeggiati da Giosia Acquaviva e appoggiati da Giovanni d'Angiò-Valois.
Fu una delle battaglie più importanti del XV secolo per l'imponenza degli eserciti schierati e per le perdite subite da entrambi gli schieramenti e pare accertato fosse l'ultima battaglia combattuta senza armi da fuoco. Vittoriose furono le truppe filo-angioine capitanate da Jacopo Piccinino e sostenute dai principali baroni d'Abruzzo, tra cui Giosia Acquaviva.
Durante le fasi della battaglia vennero saccheggiati il castello e il borgo di Castel San Flaviano, distrutto l'anno successivo da Matteo di Capua, fedele degli Aragonesi, a cui questi avevano concesso i feudi strappati agli Acquaviva.
Nel 1463 Giulio Antonio I Acquaviva (il quale non aveva ancora ottenuto il privilegio di poter usare il cognome d'Aragona, di cui fu investito il 30 aprile 1479), figlio di Giosia, Duca d'Atri e Conte di Castro San Flaviano, concluse con il re del Regno di Napoli Ferrante d'Aragona un trattato di pace col quale riebbe tutti i possedimenti appartenuti alla sua famiglia, fra cui Castel San Flaviano, che erano stati tolti a Giosia I, suo padre. Essendo state devastate la Rocca ed il paese di San Flaviano dalla guerra intercorsa tra le fazioni che si contendevano il regno, il Duca Giulio Antonio I decise di ricostruire una città che a differenza della precedente fosse meno vicina al fiume Tordino e la chiamò con il suo nome Giulia, strutturando il progetto sull'idea di una perfetta città rinascimentale. Per questo intorno al 1471 fondò sulla collina adiacente una nuova città che chiamò "Giulia Nova". La città è stata nei secoli testimone del dominio acquaviviano e  a causa della sua posizione geografica fu al centro di numerose scorrerie di eserciti, essendo la città Costiera più a nord del Regno. Distrutta e ricostruita molte altre volte, come ad esempio nelle guerre dinastiche tra spagnoli, francesi e austriaci rimase saccheggiata e distrutta da questi ultimi, i quali rubarono numerose opere e incendiarono il palazzo ducale e la Villa. Durante l’invasione dei francesi tra la fine del Settecento e gli inizi del’Ottocento, la città fu nuovamente preda dell’esercito occupante, che non si limitò a distruggerne i simboli, ma brucio’ gli importantissimi archivi acquaviviani, risparmiando quelli della vicina Atri, che negli stessi anni furono depredati dalle nuove famiglie borghesi giunte al potere nel teramano a seguito dell’estinzione del ramo principale degli Acquaviva d’Atri.